# Spoorlijn Revigny - Saint-Dizier
De Spoorlijn Revigny - Saint-Dizier was een Franse spoorlijn van Revigny naar Saint-Dizier. De grotendeels opgebroken lijn was in totaal 27,7 km lang en heeft als lijnnummer 019 000.

## Geschiedenis
De lijn werd geopend op 15 maart 1885 door de Compagnie des chemins de fer de l'Est geopend. Personenvervoer werd gestaakt op 5 mei 1938. Goederenvervoer van Robert-Espagne tot Saint-Dizier heeft plaatsgevonden tot 1972. Van Revigny tot Robert-Espagne tot 1976. Thans is alleen het gedeelte tot ArcelorMittal in gebruik.

## Aansluitingen

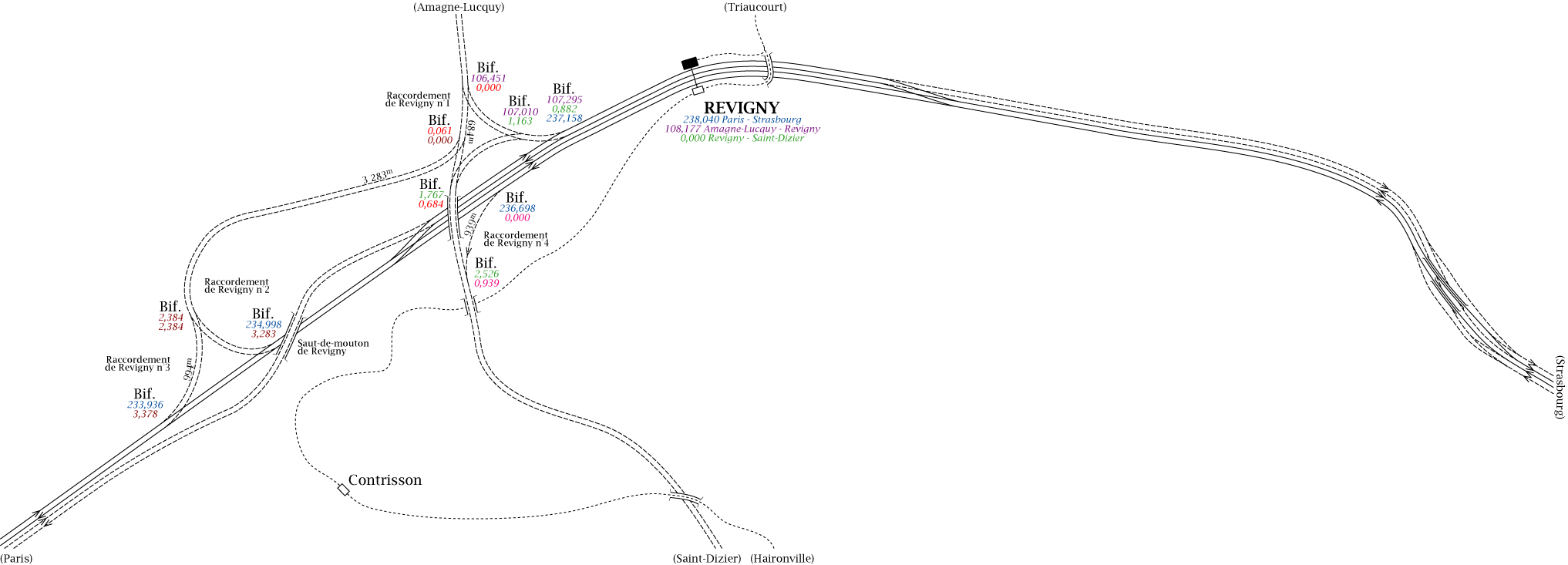
Spooraansluitingen ter hoogte van Revigny

In de volgende plaatsen is of was er een aansluiting op de volgende spoorlijnen:
Revigny
RFN 021 301, raccordement van Revigny 1
RFN 021 303, raccordement van Revigny 4
RFN 070 000, spoorlijn tussen Noisy-le-Sec en Strasbourg-Ville
RFN 210 000, spoorlijn tussen Amagne-Lucquy en Revigny
Saint-Dizier
RFN 018 000, spoorlijn tussen Saint-Dizier en Doulevant-le-Château
RFN 020 000, spoorlijn tussen Blesme-Haussignémont en Chaumont